# Parroquia Rocafuerte
La Parroquia Rocafuerte es un distrito de Guayaquil y una parroquia urbana del cantón de Guayaquil en la provincia ecuatoriana de Guayas. El área es de alrededor de 71 hectáreas. La población era de 6.100 habitantes en 2010.

## Historia
La parroquia Rocafuerte, situada en el centro de Guayaquil, fue nombrada en honor a Vicente Rocafuerte, el primer ecuatoriano en ser presidente de la República (1835-1839). Esta parroquia ha sido un importante centro administrativo de la ciudad desde su creación, con una alta concentración de instituciones públicas que atraen a cientos de personas diariamente para realizar trámites legales, comerciales, bancarios y civiles. La existencia de estas oficinas facilita la gestión de documentos y procesos legales, convirtiendo a Rocafuerte en un núcleo vital para la administración pública en Guayaquil.

## Límites

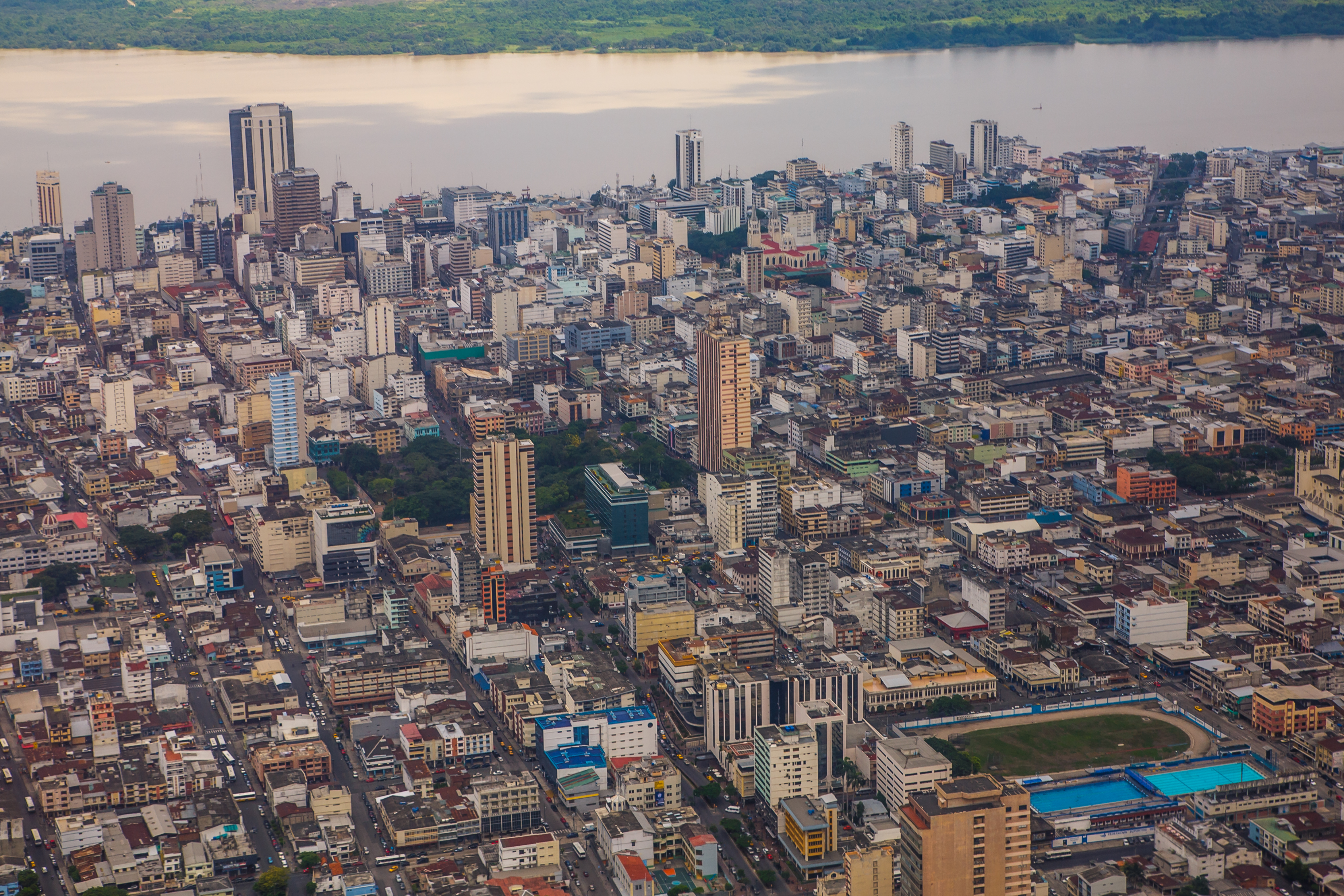
Vista sobre Guayaquil hacia el este; Rocafuerte está en la parte superior central de la imagen.

Rocafuerte es una de las parroquias más céntricas y activas de Guayaquil. Sus límites geográficos se extienden desde la Avenida Nueve de Octubre en el norte, hasta la Avenida Colón en el sur; y desde el río Guayas en el este, hasta la Avenida Quito en el oeste. Dentro de su jurisdicción se encuentran varios de los edificios y plazas más representativos de la ciudad, incluyendo la Plaza de la Administración, que alberga una gran cantidad de instituciones públicas.

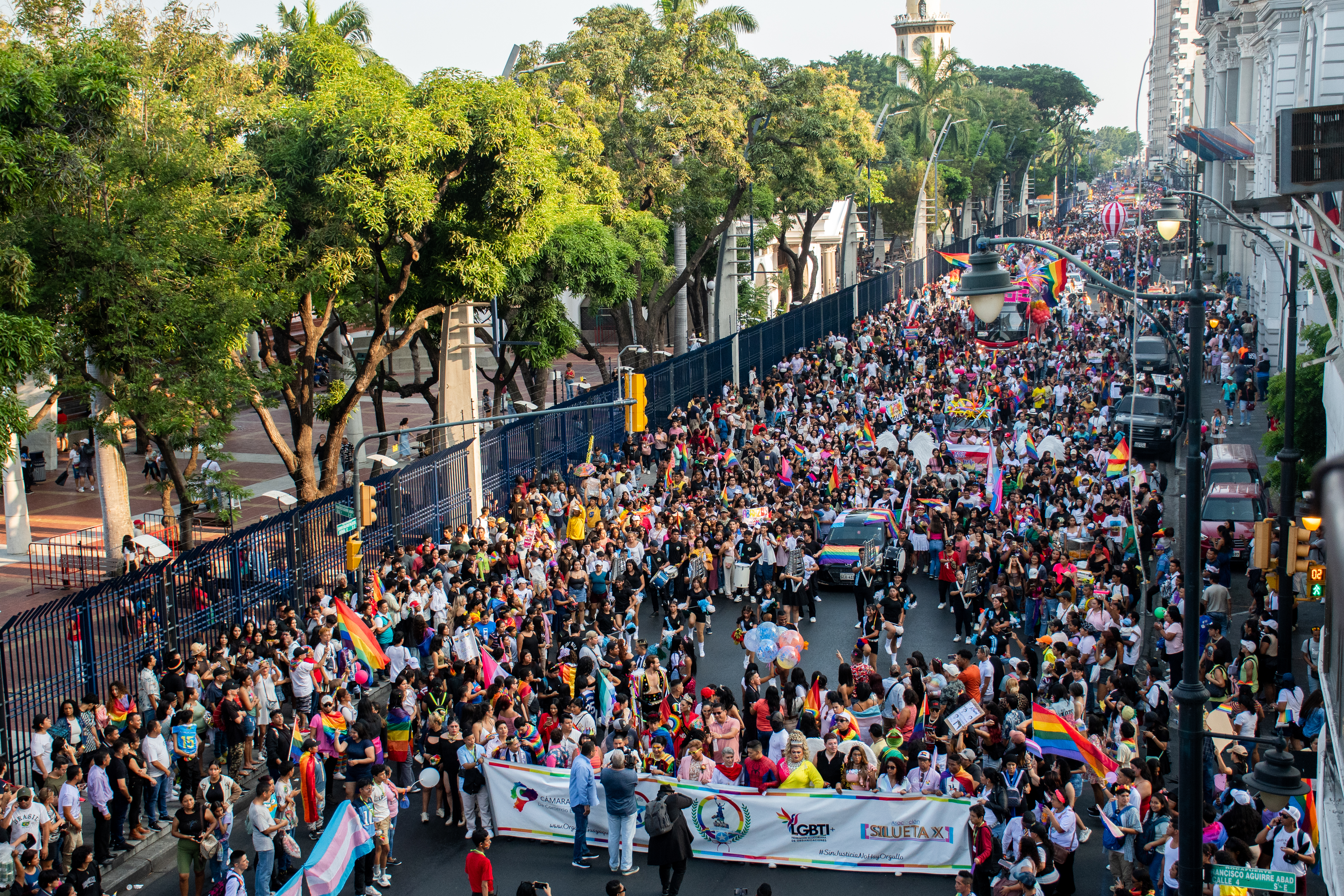
Avenida Malecón Simón Bolívar durante la Marcha del Orgullo LGBT de Guayaquil, en junio de 2024.

## Población
Según datos preliminares del último censo realizado por el Instituto Nacional de Estadísticas y Censos, la parroquia Rocafuerte cuenta con 8.761 habitantes y un total de 7.687 predios, de los cuales 3.300 son viviendas. A lo largo de los años, esta parroquia ha mantenido un ambiente urbano dinámico, reflejado en su alta densidad poblacional y la presencia de diversos comercios, hoteles y otras infraestructuras.

## Electores
El número de electores en el área urbana de Guayaquil ha disminuido, según los registros del CNE. La parroquia urbana Rocafuerte ha perdido votantes entre 2017 y 2023. En 2017, la parroquia contaba con 18.215 electores, pero para 2023, ese número se redujo a 15.438, lo que representa una disminución del 15,2%.

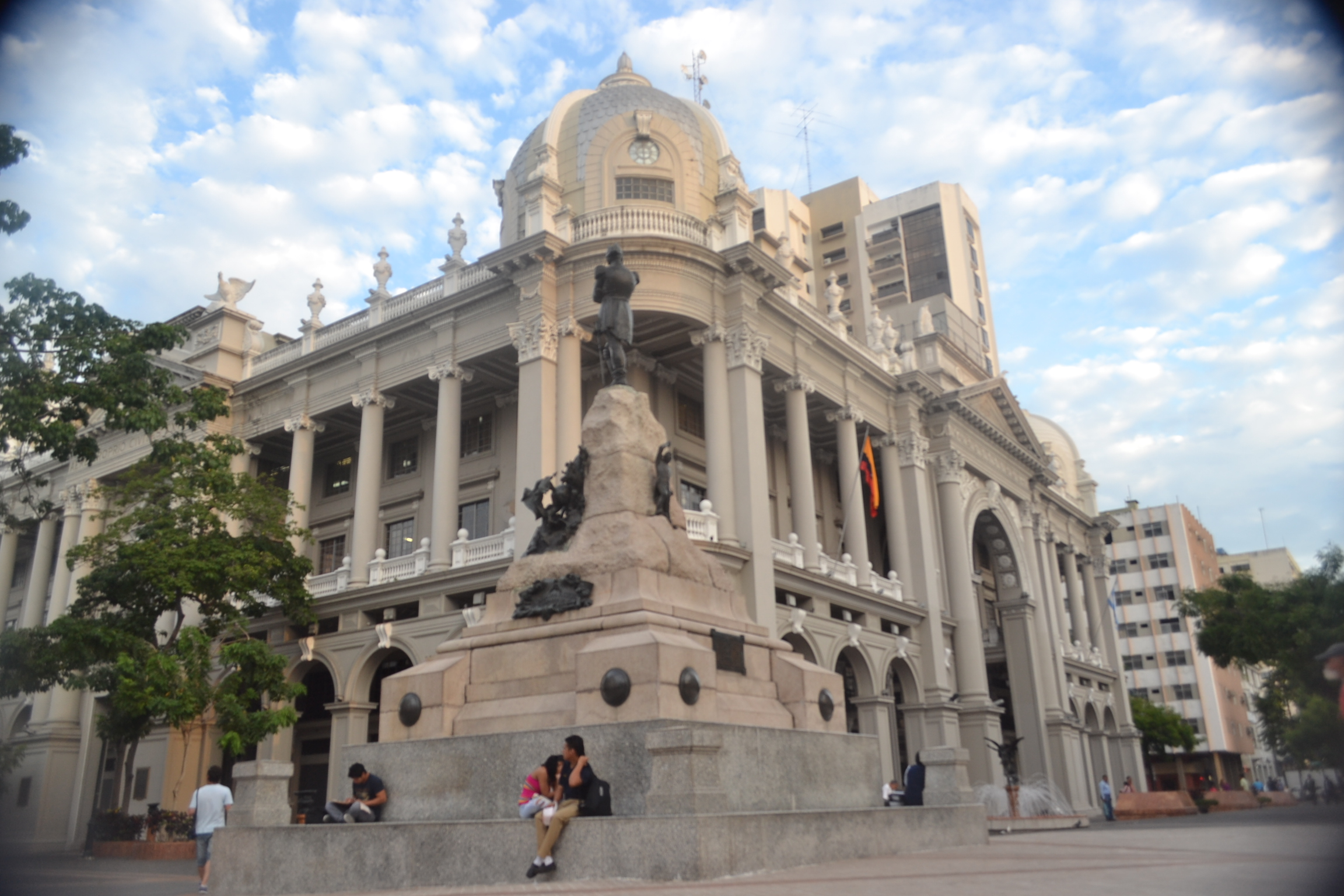
Palacio Municipal de Guayaquil

## Lugares de Interés
Rocafuerte es rica en historia y cultura, con una variedad de lugares de interés que atraen tanto a residentes como a turistas. Entre los sitios más destacados se encuentran la Catedral Metropolitana de Guayaquil, la Basílica de la Merced, la iglesia de San Francisco, el Museo Nahim Isaías y la Biblioteca Municipal. Además, el Mercado Central y las áreas comerciales que rodean el parque Centenario y el Malecón 2000 son vitales para la vida económica de la parroquia. La presencia de hoteles emblemáticos como el Grand Hotel Guayaquil y el Sol de Oriente refuerza su importancia como un centro de actividad tanto comercial como turística en la ciudad.